# King (gruppo musicale)
I King furono un gruppo musicale pop rock/new wave britannico attivo negli anni ottanta, proveniente da Coventry, il cui nome deriva dal cognome del cantante, Paul King.
Formatosi dai componenti rimanenti del gruppo rock/ska The Reluctant Stereotypes, e prodotti da Paul Sampson (anch'egli ex Reluctant Stereotypes), hanno raggiunto per quattro volte la Top Ten della classifica britannica sia dei singoli, con Love & Pride (Numero 2) e Alone without You (Numero 8), che degli album, con gli unici due long playing da loro realizzati, Steps in Time e Bitter Sweet, entrambi per la casa discografica CBS, entrambi prodotti da Richard James Burgess, già autore dei successi iniziali degli Spandau Ballet.
Dopo lo scioglimento della band The Reluctant Stereotypes, il cantante Paul King forma The Raw Screens che, dopo una lunga gavetta, servita a perfezionare la propria forma d'arte e il proprio stile (definiti da Paul e dal manager Perry Haines come «multi-tone», in opposizione al più noto «two-tone», sottogenere new wave dello ska), vengono rilanciati, nel 1983, con il solo cognome di Paul, come King.
Anche musicista e, in séguito, VJ, in qualità di cantante dei King, Paul King era famoso per il suo particolare taglio di capelli (detto, in inglese, «cockatoo») e i tipici anfibi Dr. Martens, verniciati con spray colorato - un look che è stato descritto "..come quello del personaggio del film Chitty Chitty Bang Bang. Ma cavolo se piaceva alle ragazze!". Questo look vincente, già in parte modificato (con l'aggiunta di spiazzanti elementi New romantic, quali, per esempio, le giacche o i completi eleganti) durante la promozione del secondo album del gruppo, verrà definitivamente abbandonato nel lavoro solista, con esiti non molto fortunati (per l'occasione, Paul si taglierà anche i capelli). Quanto a Burgess, oltre alla produzione e a una parte del missaggio, ha anche suonato la batteria su quasi tutte le canzoni del primo album, sostituito da Adrian Lillywhite sul secondo.
Entrambi gli album da loro pubblicati ottengono il disco d'oro, dando vita a un totale di cinque singoli di successo. La posizione più alta viene raggiunta dai citati 45 giri Love & Pride, che sale fino al Numero 2, seguìto da Alone without You, che arriva invece al Numero 8: si tratta, rispettivamente, del primissimo singolo (anche se sarà la ristampa a sfondare), estratto dal primo 33 giri, e del primo estratto dal secondo LP.
Anche gli altri tre singoli hanno ottenuto un buon piazzamento nella classifica inglese: The Taste of Your Tears sfiora la Top Ten, fermandosi al Numero 11, mentre Torture e Won't You Hold My Hand Now diventano entrambi Top 30, arrivando, rispettivamente, al Numero 23 e al Numero 24. Un sesto singolo virtuale è rappresentato da Trouble, terzo brano promosso dal primo album, che non fu mai pubblicato come 45 giri, di cui viene però realizzato un videoclip live, in continua rotazione su MTV e sull'emittente musicale italiana di allora, la neonata Videomusic.
I King in quanto band durano appena un paio d'anni, dopo di che Paul King inizia la carriera solista, pubblicando l'album Joy, prodotto dallo statunitense Dan Hartman, che non ottiene però un grande successo (l'unico brano più o meno noto è il primo estratto, I Know, accompagnato da un videoclip colorato e, per certi versi, psichedelico, che non va oltre il Numero 59 nella madrepatria). Dopo che il secondo singolo solista, Follow My Heart, non riesce ad entrare in classifica, dal 1988 a oggi, Paul è comparso soltanto in TV, come VJ e presentatore, ma sempre meno di frequente. L'ultimo lavoro pubblicato è la canzone Smug and Irritating, nel 1988.
Nel 1998, è finalmente uscita una raccolta congiunta, intitolata The Best of King - Love & Pride, contenente 18 brani, che ripropone i grandi successi e le tracce più note dei King, compresa l'unica hit minore di Paul King come solista, I Know. Oltre al popolare remix di The Taste of Your Tears, un extended noto come «Breaker Heart Mix» (già sulla prima edizione in cassetta di Bitter Sweet), e i remix classici di Love & Pride e Won't You Hold My Hand Now, la collection comprende anche alcuni brani che non figuravano sugli album originari: Don't Stop (già bonus track sulla ristampa in MC di Steps in Time), e le inedite Crazy Things e Groovin' with the Kings.

## Discografia

### Singoli
- 1984 - Love & Pride (UK numero 84)
- 1985 - Love & Pride (ristampa - UK numero 2, USA numero 55)
- 1985 - Won't You Hold My Hand Now (UK numero 24)
- 1985 - Alone without You (UK numero 8)
- 1985 - The Taste of Your Tears (UK numero 11)
- 1986 - Torture (UK numero 23)
- 1987 - I Know (Paul King solista - UK numero 59)
- 1987 - Follow My Heart (Paul King solista - N.C.)

### Album
- 1984 - Steps in Time
- 1985 - Bitter Sweet
- 1987 - Joy (Paul King solista)
- 1998 - The Best of King - Love & Pride (raccolta King e Paul King)